# Ytterbium
L'ytterbium est un élément chimique de symbole Yb et de numéro atomique 70.
L'ytterbium est un métal du groupe des terres rares. Comme les autres lanthanides, il est gris argent, malléable et ductile à la température ambiante. Il doit être conservé à l'abri de l'air, surtout humide.
L'appellation ytterbium, provient de l'endroit, Ytterby près de Stockholm en Suède, où l'on a découvert le minerai dans lequel ont également été identifiées plusieurs autres terres rares. Les éléments chimiques yttrium, erbium et terbium partagent la même étymologie.
Comme la plupart des lanthanides, il est extrait de la monazite où on le trouve dans une proportion de 0,03 %.

## Caractéristiques

### Propriétés physiques

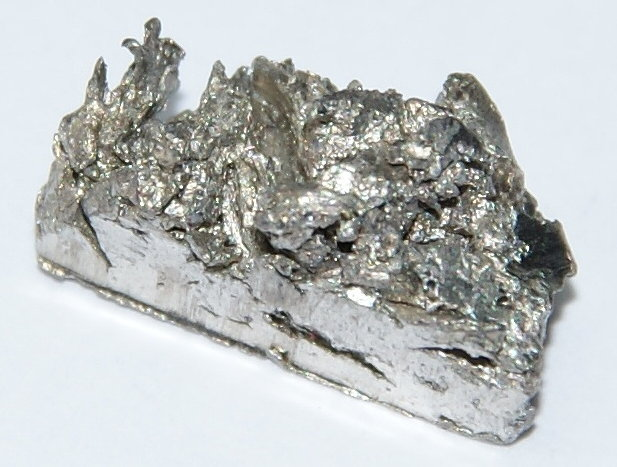
Échantillon d'ytterbium.

L'ytterbium est un élément chimique mou, malléable et ductile. Quand il est fraîchement préparé, il est moins doré que le césium. Il est facilement dissous par les acides minéraux forts.
L'ytterbium a trois formes allotropiques désignées par les lettres grecques alpha, bêta et gamma. Les températures de transition sont −13 °C et 795 °C. Entre ces deux températures (forme bêta), il adopte une structure cubique à faces centrées, tandis qu'à haute température (forme gamma), il devient cubique centré.
Contrairement aux autres terres rares, qui ont habituellement des propriétés antiferromagnétiques et/ou ferromagnétiques à basse température, l'ytterbium est paramagnétique à des températures supérieures à 1,0 kelvin. De plus, l'allotrope alpha est diamagnétique. Avec un point de fusion de 824 °C et un point d'ébullition de 1196 °C, l'ytterbium a la plus faible plage liquide de tous les métaux.
Contrairement à la plupart des autres lanthanides, qui ont un réseau hexagonal compact, l’ytterbium cristallise dans le système cubique à faces centrées. L’ytterbium a une densité de 6,973 g/cm3, ce qui est nettement inférieur à ceux des lanthanides voisins, le thulium (9,32 g/cm3) et le lutécium (9,841 g/cm3). Ses points de fusion et d’ébullition sont également nettement inférieurs à ceux du thulium et du lutécium. Cela est dû à la configuration électronique à couche fermée de l’ytterbium ([Xe] 4f14 6s2), qui fait que seuls les deux électrons 6s sont disponibles pour la liaison métallique (contrairement aux autres lanthanides où trois électrons sont disponibles) et augmente le rayon métallique de l’ytterbium.

### Propriétés chimiques
L'ytterbium métallique se ternit lentement dans l'air, prenant une teinte dorée ou brune. L'ytterbium finement dispersé s'oxyde facilement dans l'air et dans l'oxygène. Les mélanges d'ytterbium en poudre avec du polytétrafluoroéthylène ou du hexachloroéthane brûlent avec une flamme vert émeraude. L'ytterbium réagit avec l'hydrogène pour former divers hydrures non-stœchiométriques. L'ytterbium se dissout lentement dans l'eau, mais rapidement dans les acides, dégageant de l'hydrogène.
L'ytterbium est assez électropositif, et il réagit lentement avec l'eau froide mais rapidement avec l'eau chaude pour former de l'hydroxyde d'ytterbium(III) :
2 Yb (s) + 6 H2O (l) → 2 Yb(OH)3 (aq) + 3 H2 (g)
L'ytterbium réagit avec tous les halogènes :
2 Yb (s) + 3 F2 (g) → 2 YbF3 (s) [blanc]
2 Yb (s) + 3 Cl2 (g) → 2 YbCl3 (s) [blanc]
2 Yb (s) + 3 Br2 (l) → 2 YbBr3 (s) [blanc]
2 Yb (s) + 3 I2 (s) → 2 YbI3 (s) [blanc]
L'ion ytterbium(III) absorbe la lumière dans la gamme des longueurs d'onde du proche infrarouge, mais pas dans la lumière visible, de sorte que l'ytterbine, Yb2O3, est de couleur blanche et les sels d'ytterbium sont aussi incolores. L'ytterbium se dissout facilement dans l'acide sulfurique dilué pour former des solutions qui contiennent les ions incolores Yb(III), qui existent sous forme de complexes nonahydrate :
2 Yb (s) + 3 H2SO4 (aq) + 18 H2O (l) → 2 [Yb(H2O)9]3+ (aq) + 3 SO42- (aq) + 3 H2 (g)

### Yb(II) vs. Yb(III)
Bien qu’il soit généralement trivalent, l’ytterbium forme facilement des composés divalents. Ce comportement est inhabituel pour les lanthanides, qui forment presque exclusivement des composés avec un état d’oxydation de +3. L’état +2 a une configuration électronique de valence de 4f14 car la sous-couche f entièrement remplie donne plus de stabilité. L’ion ytterbium(II) jaune-vert est un agent réducteur très puissant et décompose l’eau, libérant de l’hydrogène, et donc seul l’ion ytterbium(III) incolore se trouve en solution aqueuse. Le samarium et le thulium se comportent également de cette façon dans l’état +2, mais l’europium(II) est stable en solution aqueuse. L’ytterbium métallique se comporte de la même manière que l’europium métallique et les métaux alcalino-terreux, se dissolvant dans l’ammoniac pour former des sels d’électrures bleus.

### Isotopes
L'ytterbium naturel est un mélange de 7 isotopes stables : 168Yb, 170Yb, 171Yb, 172Yb, 173Yb, 174Yb et 176Yb, 174Yb étant le plus répandu, avec 31,8 % de l'abondance naturelle. Trente deux radioisotopes ont été observés, les plus stables étant 169Yb avec une demi-vie de 32,0 jours, 175Yb avec une demi-vie de 4,18 jours et 166Yb avec une demi-vie de 56,7 heures.

## Découverte
En 1789, le chimiste finlandais Johan Gadolin identifie un nouvel oxyde (ou « terre ») dans un échantillon d'ytterbite (rebaptisée plus tard « gadolinite » en son honneur). Cette nouvelle roche avait été découverte deux ans auparavant par le lieutenant Carl Axel Arrhenius près du village d'Ytterby en Suède. Ces travaux sont confirmés en 1797 par Anders Gustaf Ekeberg qui baptise le nouvel oxyde yttria.
Près d'un demi-siècle plus tard, le Suédois Carl Gustav Mosander parvient à isoler trois composés distincts à partir de l'yttria grâce à de nouveaux procédés de cristallisation fractionnée. Il décide de conserver le terme yttria pour la fraction incolore (oxyde d'yttrium pur) et nomme la fraction jaune erbia et la fraction rose terbia, toujours en rappel du village d'Ytterby. Pour d'obscures raisons, les successeurs de Mosander intervertiront ces deux termes. C'est ainsi que erbia (l'erbine) finit par désigner l'oxyde d'erbium (rose) et terbia (la terbine) l'oxyde de terbium (jaune).
En 1878, le chimiste suisse Jean Charles Galissard de Marignac découvre que l'erbine n'est pas homogène et contient en fait plusieurs éléments distincts. En traitant les chlorures en solution avec de l'acide hyposulfureux, il parvient à séparer un nouveau sel, incolore, des sels roses d'oxyde d'erbium. Consacrant la place d'Ytterby dans l'histoire de la nomenclature chimique, il nomme cette « terre » ytterbine (en latin ytterbia) et la considère comme un composé d'un nouvel élément chimique, l'ytterbium.
Ces expériences sont répétées l'année suivante en Suède par Lars Fredrik Nilson qui confirme la découverte et parvient à isoler un élément supplémentaire en poursuivant la procédure de fractionnement. Il le nomme scandium en l'honneur de la Scandinavie.
Le Français Georges Urbain, l'Autrichien Carl Auer von Welsbach et l'Américain Charles James (en) découvrent presque simultanément et indépendamment en 1907 que l'ytterbine de Marignac est constituée de deux éléments distincts. Le 4 novembre 1907, Urbain présente ses recherches à l'Académie des Sciences de Paris et propose de nommer les deux éléments néo-ytterbium, « afin d'éviter les confusions avec l'ancien élément de Marignac », et lutécium, « dérivé de l'ancien nom de Paris ». Le 19 décembre, Le baron von Welsbach annonce à son tour le résultat de ses travaux menés depuis 1905. Il recommande les noms cassiopeium (Cp, d'après la constellation Cassiopée, correspondant au lutécium) et aldebaranium (Ad, d'après l'étoile Aldébaran, en remplacement de l'ytterbium). Parallèlement, à l'Université du New Hampshire, Charles James avait pu isoler des quantités importantes du compagnon de l'ytterbium durant l'été 1907. Apprenant l'annonce faite par Georges Urbain, il renonce à revendiquer la paternité du nouvel élément. Pourtant, parmi les trois scientifiques, il était probablement celui dont les recherches étaient les plus avancées.
Durant les années qui suivent, Urbain et von Welsbach se disputent la paternité de la découverte dans un conflit exacerbé par les tensions politiques entre la France et l'Autriche-Hongrie. En 1909, la Commission Internationale des Poids atomiques donne finalement la préséance au lutécium de Georges Urbain (réorthographié lutetium), tout en conservant le nom ytterbium pour le second élément.

## Composés
Le comportement chimique de l’ytterbium est similaire à celui du reste des lanthanides. La plupart des composés d’ytterbium se trouvent dans l’état d’oxydation +3, et ses sels dans cet état d’oxydation sont presque incolores. Comme l’europium, le samarium et le thulium, les trihalogénures d’ytterbium peuvent être réduits en dihalogénures par l’hydrogène, la poudre de zinc ou par l’ajout d’ytterbium métallique. L’état d’oxydation +2 ne se trouve que dans les composés solides et réagit à certains égards de la même manière que les composés de métaux alcalino-terreux ; par exemple, l’oxyde d’ytterbium(II) (YbO) présente la même structure que l’oxyde de calcium (CaO).

### Halogénures
L’ytterbium forme à la fois des dihalogénures et des trihalogénures avec les halogènes fluor, chlore, brome et iode. Les dihalogénures sont sensibles à l’oxydation en trihalogénures à température ambiante et dismutés en trihalogénures et en ytterbium métallique à haute température :
3 YbX2 → 2 YbX3 + Yb (X = F, Cl, Br, I)
Certains halogénures d’ytterbium sont utilisés comme réactifs en synthèse organique. Par exemple, le chlorure d'ytterbium(III) (YbCl3) est un acide de Lewis et peut être utilisé comme catalyseur dans les réactions d'aldolisation et de Diels-Alder. L’iodure d'ytterbium(II) (YbI2) peut être utilisé, comme l’iodure de samarium(II), comme agent réducteur pour les réactions de couplage. Le fluorure d’ytterbium(III) (YbF3) est utilisé comme obturation dentaire inerte et non toxique car il libère continuellement des ions fluorure, qui sont bons pour la santé dentaire, et est également un bon agent de contraste aux rayons X (en).

### Oxydes
L’ytterbium réagit avec l’oxygène pour former de l’oxyde d'ytterbium(III) (Yb2O3), qui cristallise dans la structure « sesquioxyde des terres rares de type C » qui est liée à la structure de la fluorine avec un quart des anions éliminés, conduisant à des atomes d’ytterbium dans deux environnements différents de coordinence six (non octaédriques). L’oxyde d’ytterbium(III) peut être réduit en oxyde d’ytterbium(II) (YbO) avec de l’ytterbium élémentaire, qui cristallise dans la même structure que le chlorure de sodium.

### Borures
Le dodécaborure d’ytterbium (YbB12) est un matériau cristallin qui a été étudié pour comprendre diverses propriétés électroniques et structurelles de nombreuses substances chimiquement apparentées. Il s’agit d’un isolant de Kondo. C’est un matériau quantique (en) ; dans des conditions normales, l’intérieur du cristal volumique est un isolant tandis que la surface est hautement conductrice. Parmi les éléments de terres rares, l’ytterbium est l’un des rares à pouvoir former un dodécaborure stable, une propriété attribuée à son rayon atomique relativement petit.

## Utilisations
Très peu d'utilisations courantes :
- acier inoxydable : amélioration des propriétés de traitement de l'acier inoxydable ;
- horloge atomique[26];
- ion actif pour cristaux laser à l'état solide : ion actif de plus en plus utilisé dans des cristaux laser comme Yb:YAG ou Yb:KYW émettant à environ 1030-1070 nm (environ 1 micromètre) dans le proche infrarouge.

Quelques pistes, actuellement en phase de recherche :
- activateur de substance phosphorescente pour la lumière infrarouge sous forme de Yb2O3 ;
- dopant des lentilles acoustiques en silicone pour barrettes échographiques sous forme de Yb2O3 ;
- médecine, radiographie industrielle : source de rayonnement entre autres pour des appareils radiographiques portables utilisant 169Yb, son spectre d'émission permet de réaliser des clichés de très bonne qualité, voisins de clichés obtenus avec un tube à rayons X ;
- semi-conducteur : halogénure de Yb ;
- supraconducteur : YbAlAu, YbAlB4 ;
- jauge de contrainte : permettrait de mesurer les très fortes contraintes en utilisant la variation de sa conductivité ;
- Informatique quantique : création de mémoires quantiques permettant de maintenir l'information quantique représentée par la polarisation d'un photon le temps nécessaire pour assurer sa duplication[27],[28] ;
- Informatique quantique : création de cristaux temporels, nouvelle phase de la matière[29],[30].